# Michael Pfreundschuh
Michael G. Pfreundschuh (* 4. Dezember 1949 in Rheinsheim; † 5. März 2018 in Kirrberg) war ein deutscher Hämatologe und Onkologe. Er hatte eine Professur am Universitätsklinikum des Saarlandes in Homburg und war dort Direktor der Klinik für Innere Medizin I (Onkologie, Hämatologie, Klinische Immunologie und Rheumatologie).

## Werdegang
Pfreundschuh studierte an der Ruprecht-Karls-Universität in Heidelberg Medizin, an der er 1975 auch promoviert und 1982 zum Facharzt für Innere Medizin ausgebildet wurde. Von 1976 bis 1978 war er Fellow am Department of Medicine des Memorial Sloan-Kettering Cancer Center in New York City. In den Jahren 1982/1983 machte er eine Weiterbildung zum Hämatologen und Onkologen an der Universität Hannover, 1984 wurde er an der Medizinischen Hochschule Hannover für das Gebiet der Inneren Medizin habilitiert und zum Oberarzt ernannt. 1987 folgte die Ernennung zum Universitätsprofessor an der Universität zu Köln. Den Lehrstuhl für Innere Medizin an der Universität des Saarlandes in Homburg übernahm er 1991, zeitgleich wurde er Direktor der Medizinischen Klinik I der Universität.
In der Arbeitsgruppe um Pfreundschuh wurde 1994 in Homburg das Serex-Verfahren zur Identifizierung von Antigenen entwickelt. Seiner Arbeitsgruppe gehörten zu dieser Zeit auch Özlem Türeci und Uğur Şahin an, welcher bereits in Köln bei Pfreundschuh promoviert hatte.